# Лас-Парехас
Лас-Парехас (исп. Las Parejas) — город и муниципалитет в департаменте Бельграно провинции Санта-Фе (Аргентина).

## История
Основан в 1889 году на землях, принадлежащих железной дороге. Статус города получил в 1986 году.

## Знаменитые уроженцы
- Эрминдо Онега (1940—1979) — футболист.
- Даниэль Онега (род.1945) — футболист.
- Хорхе Вальдано (род.1955) — футболист.